# Route nationale 185
Pour les articles homonymes, voir Route nationale 185 (homonymie).
La route nationale 185, ou RN 185, était une route nationale française qui reliait Paris à Versailles via le bois de Boulogne et la forêt de Fausses-Reposes.
Elle a été déclassée en RD 985 dans les Hauts-de-Seine et en RD 185 dans les Yvelines.

## De Paris à Versailles
Les communes traversées sont :
- Paris (RN 185) :
  - Porte Maillot
  - Allée de Longchamp
  - Route de Suresnes
  - Pont de Suresnes

- Suresnes (RD 985) :
  - boulevard Henri-Sellier :
- Saint-Cloud
  - boulevard de la République
  - avenue du Général Leclerc ;
- Ville-d'Avray :
  - route de Paris à Versailles
  - rue de Saint-Cloud
  - rue de Versailles ;
- Versailles (RD 185) :
  - avenue des États-Unis
  - avenue de Saint-Cloud.